# Bethany (Misuri)
Bethany es una ciudad ubicada en el condado de Harrison en el estado estadounidense de Misuri. En el Censo de 2010 tenía una población de 3292 habitantes y una densidad poblacional de 283,84 personas por km².

## Geografía
Bethany se encuentra ubicada en las coordenadas 40°16′5″N 94°1′43″O / 40.26806, -94.02861. Según la Oficina del Censo de los Estados Unidos, Bethany tiene una superficie total de 11,6 km², de la cual 11,5 km² corresponden a tierra firme y 0,1 km² (0,83%) es agua.

## Demografía
Según el censo de 2010, había 3.292 personas residiendo en Bethany. La densidad de población era de 283,84 hab./km². De los 3292 habitantes, Bethany estaba compuesto por el 96,42% blancos, el 0,55% eran afroamericanos, el 0,46% eran amerindios, el 0,27% eran asiáticos, el 0,06% eran isleños del Pacífico, el 1,31% eran de otras razas y el 0,94% pertenecían a dos o más razas. Del total de la población el 3,01% eran hispanos o latinos de cualquier raza.